# Lubomír Voleník
Lubomír Voleník (1. března 1950 Praha – 5. červen 2003 Dánsko) byl český právník a politik, od roku 1993 první prezident Nejvyššího kontrolního úřadu, předtím po sametové revoluci československý poslanec Sněmovny lidu Federálního shromáždění za Občanské fórum, pak za ODS.

## Život
Narodil se v Praze, ale mládí prožil v Teplicích, kam byla jeho rodina vystěhována. Zde absolvoval základní a střední školu. Vystudoval Právnickou fakultu Univerzity Karlovy, od roku 1983 působil jako podnikový právník. Angažoval se v ochraně životního prostředí v severních Čechách.
Během sametové revoluce se zapojil do Občanského fóra. Ve volbách roku 1990 v tehdejší ČSFR byl zvolen za OF do Sněmovny lidu (volební obvod Severočeský kraj). Po rozkladu OF v roce 1991 nastoupil do poslaneckého klubu ODS. Mandát obhájil ve volbách roku 1992. Ve Federálním shromáždění setrval do zániku Československa v prosinci 1992.
Krátce působil jako osobní zmocněnec předsedy ODS Václava Klause. Koncem roku 1997 mu Josef Tošovský nabídl účast v jím vedené vládě. Voleník ale ministerský post odmítl.
V roce 1993 se stal prvním prezidentem Nejvyššího kontrolního úřadu. Sloužil na tomto postu až do konce devítiletého funkčního období, pak ho prezident Václav Havel po průtazích opětovně jmenoval. V roce 2002 se jeho jméno uvádělo mezi možnými kandidáty na prezidenta České republiky.
Od mládí trpěl Bechtěrevovou chorobou. Zemřel během služební cesty v hotelu v Dánsku na infarkt myokardu. Ač člen ODS, byl respektován napříč politickou scénou. Sociálně demokratický předseda vlády Vladimír Špidla na jeho úmrtí reagoval: „Vždy se mi s ním spolupracovalo dobře a neměl jsem nikdy stín pochybností o kompetencích a nezávislosti v jeho rozhodování“. V roce 2003 mu byl udělen in memoriam Řád Tomáše Garrigua Masaryka.